# 日刊スポーツホールディングス
株式会社日刊スポーツホールディングス（にっかんスポーツホールディングス、The Nikkan Sports News）は、スポーツ新聞『日刊スポーツ』を発行する日本の新聞社を統括する持株会社である。
新聞発行以外にも、デジタル媒体の運営、文化事業や賞の主催・表彰等も行っている。

## 概要
1946年（昭和21年）、日本初のスポーツ新聞を発行する独立系新聞社としてスタートした。現在は朝日新聞グループの新聞社となっている。
旧・日刊スポーツ新聞社から分社化された日刊スポーツ新聞東京本社の管轄地域は北海道を除く東日本全域（東北地方、関東地方、山梨県、長野県、新潟県、静岡県）と沖縄県である。仙台市に総局、盛岡市と静岡市に支局がある。また沖縄県では朝日新聞と提携がある沖縄タイムスとフランチャイズ提携をして発行している（なおクレジットは日刊スポーツ新聞東京本社の所在地等と併せて、東京本社版の号数の欄を差し替える形で「沖縄地域発行　沖縄タイムス社」と掲載し、1面下部に改めて沖縄タイムス社の所在地や電話番号を記載している）。
日刊スポーツを発行する新聞社は、他に日刊スポーツ新聞北海道本社（対象地域：北海道地方）と日刊スポーツ新聞西日本（対象地域：近畿地方、北陸地方、東海3県、中国地方、四国地方、沖縄県を除く九州地方）があり、いずれも日刊スポーツ新聞社の子会社である。
なお沖縄版は、テレビ欄、中央競馬を除く公営競技面、一部の芸能・社会面などは紙面構成の都合により未収録となっているため、本土の他の地域と比べると頁数は半数程度しかない。

## 沿革
- 1946年 - 川田源一が『日刊スポーツ』を創刊。
- 1951年 - 株式会社に改組し、社名を日刊スポーツ新聞社とする。
- 1957年 - 大阪市の『オールスポーツ』（オールスポーツ新聞社発行）[注釈 2]を日刊スポーツと改め、大阪市に大阪日刊スポーツ新聞社を設立。
- 1962年 - 札幌市に北海道日刊スポーツ新聞社を設立。
- 1977年 - 北九州市に西部日刊スポーツ新聞社を設立。
- 1986年 - 英国ロンドンで国際衛星版の印刷、発行を開始。
- 1987年 - 多色紙面の第1号を発行。
- 1992年 - 朝日新聞社、日刊スポーツ印刷社と共同出資の総合印刷工場・朝日日刊スポーツ印刷社が完成。
- 1995年 - 大阪日刊スポーツ新聞社名古屋支社を会社分割し、名古屋日刊スポーツ新聞社を設立。
- 1996年 - 日刊スポーツNYビル竣工。
- 1997年 - Webサイト『Nikkansports.com』開設。
- 2002年 - 電子電波情報本部が編集局より独立。
- 2004年 - 情報システム本部をシステム局、電子電波情報本部を電子メディア局に組織改編。
- 2007年 - ソーシャル・ネットワーキング・サービス『ニッカンスポーツ・スクエア（NS2＝エヌスク）』スタート。
- 2008年 - 競馬G1特集号（タブロイド版）発行開始。
- 2009年4月1日 - 大阪、西部、名古屋の3社が合併し、日刊スポーツ新聞西日本を設立。登記上は旧大阪日刊社が存続会社となり、西日本本部（登記上本店）も大阪に置かれた。
- 2009年4月28日 - 世界卓球選手権横浜大会（5月5日まで開催）の事務局として、大会運営を担う。
- 2010年 - 6局1本部1室体制（総務局、システム局、編集局、電子メディア局、広告局、販売局、企画事業本部、経営企画室）から、4センター1室（業務管理センター、情報センター、編集制作センター、営業センター、経営戦略室）に組織再編。
- 2025年4月1日 - 持株会社化に伴い社名を日刊スポーツホールディングスに変更[2][3]。日刊スポーツの発行業務を日刊スポーツPRESSから社名変更した日刊スポーツ新聞東京本社に移管[4]。

## 事業
- 新聞事業
  - スポーツ新聞『日刊スポーツ』の発行
- デジタル事業
  - Webサイト『Nikkansports.com』の運営
- イベント事業
  - 神宮外苑花火大会
  - 富士山マラソン（旧河口湖マラソン）
  - 日刊スポーツ映画大賞・石原裕次郎賞
  - チビリンピック
  - 北海道スプリントカップ
  - 日刊バトル大賞
  - アスレシピ